# 진 아서
진 아서(Jean Arthur, 1900년 10월 17일 ~ 1991년 6월 19일)는 미국의 배우이다. 1930년대에서 1950년대 초까지 이름을 알렸던 스타 배우였다. 라이프 지는 1940년 기사에서 "그레타 가르보를 이어 할리우드에 군림중인 '미스터리 우먼'이다."라고도 평하였다. As well as recoiling from interviews, she avoided photographers and refused to become a part of any kind of publicity. 조지 스티븐스 감독의 1943년 영화 《한 여자와 두 남자》를 통해 아카데미 여우주연상 후보에 오르기도 했다.

## 출연 작품
- 항간의 화제 (1935)
- 천금을 마다한 사나이 (1936)
- 우리 집의 낙원 (1938)
- 천사만이 날개를 가졌다 (1939)
- 스미스씨 워싱턴에 가다 (1939)
- 한 여자와 두 남자 (1943)
- 셰인 (1953)